# Газопереробний завод Пата
Газопереробний завод Пата – інфраструктурний об’єкт нафтогазової промисловості у індійському штаті Уттар-Прадеш. 
Наприкінці 1980-х у Аравійському морі почалась розробка великого газового родовища Бассеін. Хоча його продукція проходила підготовку на газопереробному заводі Хазіра, проте у товарному газі, який надходив до газопровідної системи Хазіра – Віджайпур – Аурая ще залишались певні обсяги фракції С3+, а також весь етан. Враховуючи це, власник газопроводу компанія GAIL вирішив спорудити інтегрований газопереробний/нафтохімічний комплекс у Пата (дещо північніше Аураї), який би дозволив монетизувати ресурс етану. Комплекс став до ладу в 1999 році та мав газопереробну установку, яка була здатна продукувати за рік 563 тисячі тон етан-пропанової суміші, що далі піддавалась піролізу 
В 2015-му на газопереробному заводі Віджайпур також ввели в дію установку вилучення етан-пропанової суміші, яка потім домішується до газу, що відправляється із газового хабу Віджайпур у напрямку Аураї. В межах того ж проекту на ГПЗ Пата запустили другу установку переробки газу. Запущені в 1999-му та 2015-му роках установки здатні щодоби приймати для переробки 21 млн м3 та 11,5 млн м3 відповідно. Їх сукупна річна потужність дозволяє випускати 1313 тисяч тон етан-пропанової суміші, 106 тисяч тон пропану, 271 тисячу тон зрідженого нафтового газу (пропан-бутанова фракція) та 49 тисяч тон газового бензину (фракція С5+).
Поставки газу на завод та видача товарного газу (метанової фракції) відбувається по двох перемичках від компресорної станції Дібіяпур довжиною по 5,5 км з діаметром 750 мм.